# Idiocerus salgiris
Idiocerus salgiris är en insektsart som beskrevs av Kusnezov 1927. Idiocerus salgiris ingår i släktet Idiocerus och familjen dvärgstritar. Inga underarter finns listade i Catalogue of Life.